# Asimetričnost informacija (ekonomija)
Asimetričnost informacija (eng. information asymmetry) je situacija prilikom kupoprodaje pri kojoj jedna stranka, bilo kupac ili prodavatelj, posjeduje bolje ili više informacije od druge stranke. Stranka koja posjeduje bolje informacije može ostvariti dobit na štetu druge stranke, smanjujući ekonomsku efikasnost ili dovodeći u pitanje etičnost transakcije.